# Qiandeng
Qiandeng (chinois simplifié : 千灯 ; chinois traditionnel : 千燈 ; pinyin : Qiān dēng: littéralement « mille lampes ») est une ville de Kunshan, Suzhou, Jiangsu, Chine. Cette ville a 2 500 ans d'histoire. En 2018 il y avait douze communautés résidentielles et seize villages sous son administration. Elle est située à 15 km au sud de la ville de Kunshan et borde le district de Qingpu, Shanghai sur son côté est. Qiandeng a une superficie de 84 km2 et une population d'environ 130 000 habitants.
Qiandeng possède un riche patrimoine culturel. C'est la ville natale de Gu Jian, le fondateur du kunqu. C'est aussi le lieu de naissance de Gu Yanwu, le célèbre écrivain de la dynastie Ming. Qiandeng est classée en Chine comme ville historique et culturelle nationale, ainsi que classée destination pittoresque nationale de niveau 4A.

## Histoire
Qiandeng s'appelait Qiandun (千墩) depuis la dynastie Ming. Il a été rebaptisé village de Qiandun en 1910, établi en tant que canton en 1950 et changé pour son nom actuel en 2003.

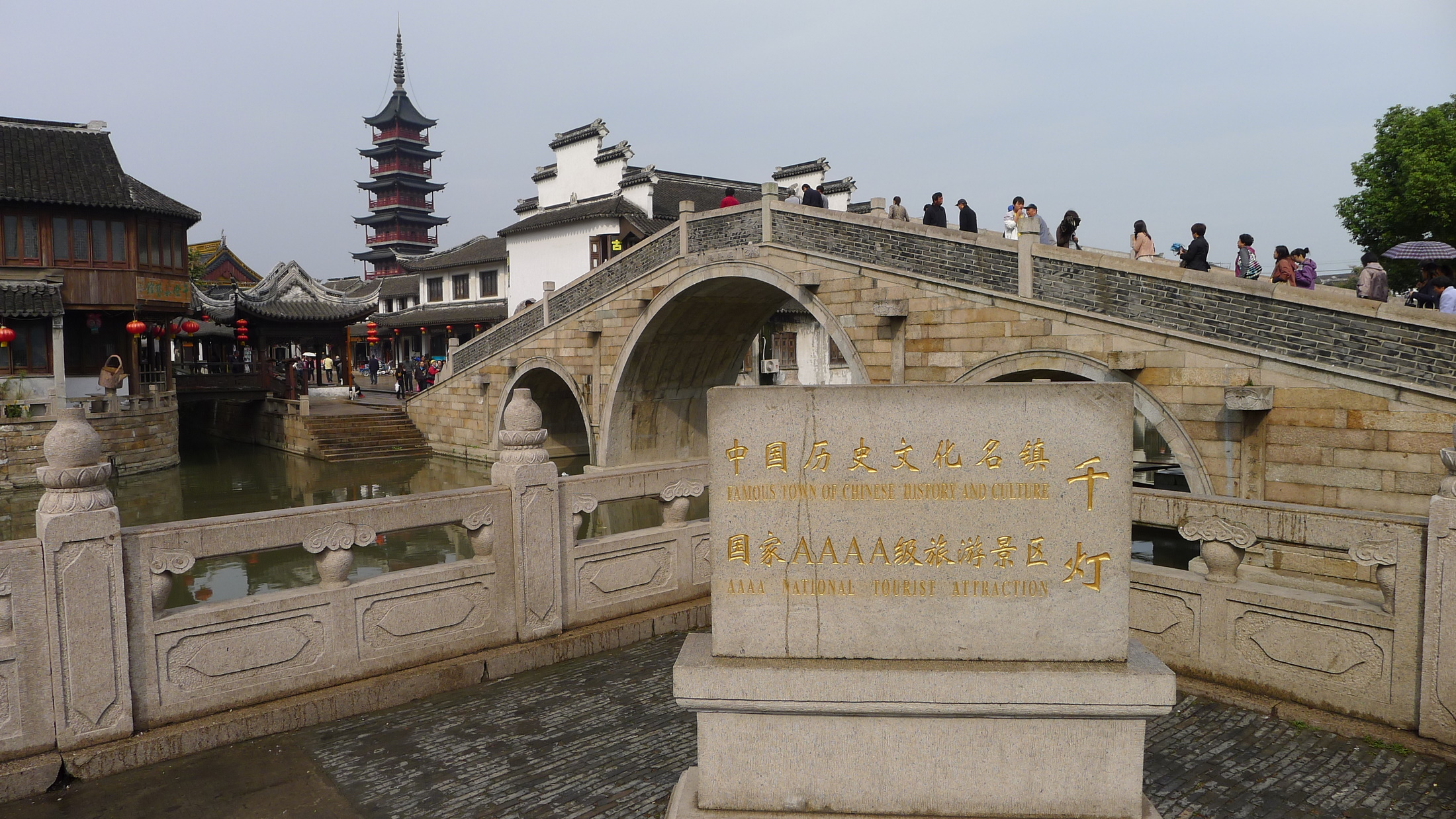
Destination touristique 4A.
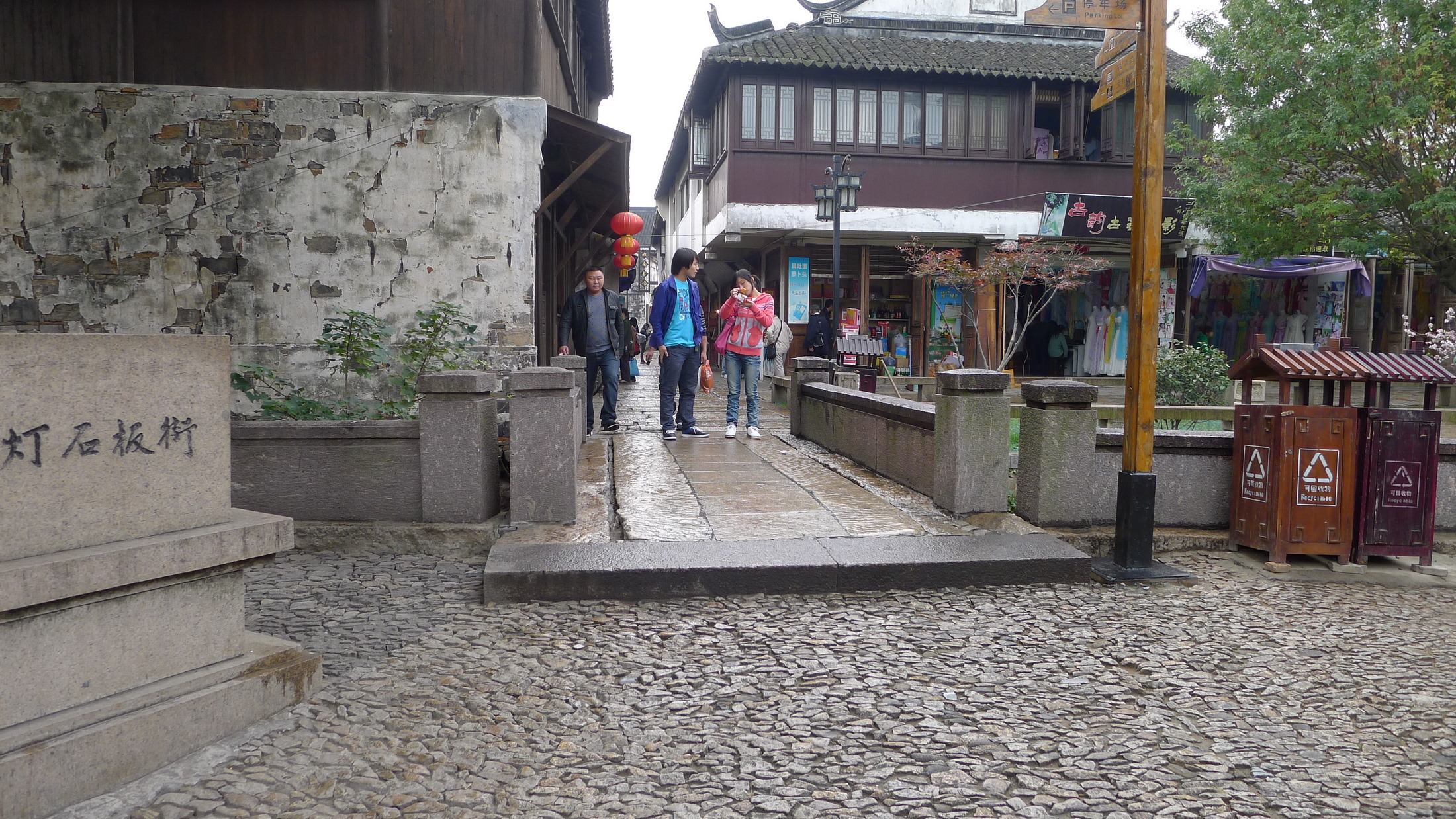
Ancienne voie dallée.
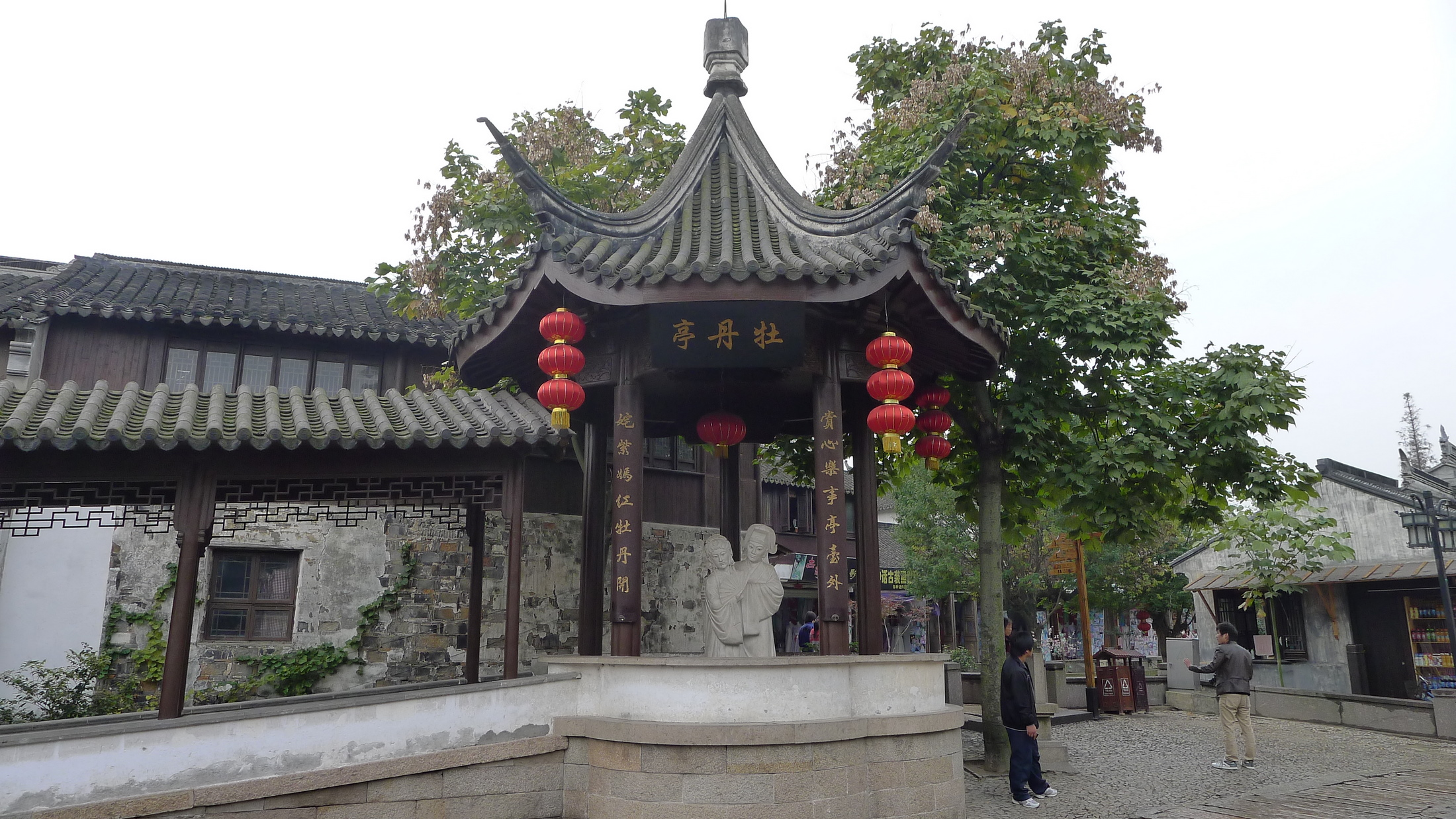
Pavillon des Pivoines.
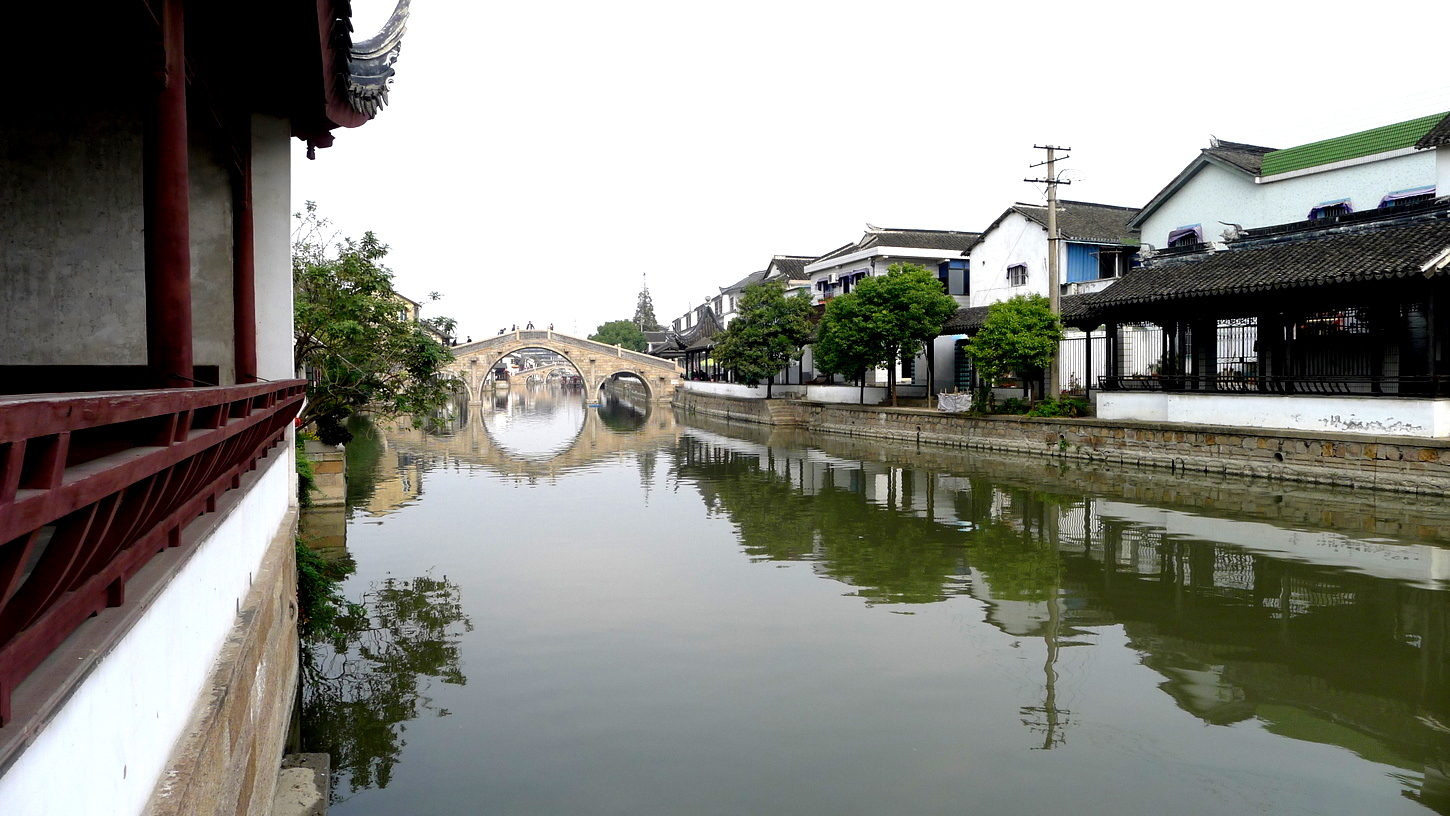

## Musée Gu Jian
Le musée Gu Jian commémore Gu Jian (顧堅, fl.  XIVe siècle ?), le fondateur du kunqu . Il est situé sur la rive ouest de la rivière Qiandeng.

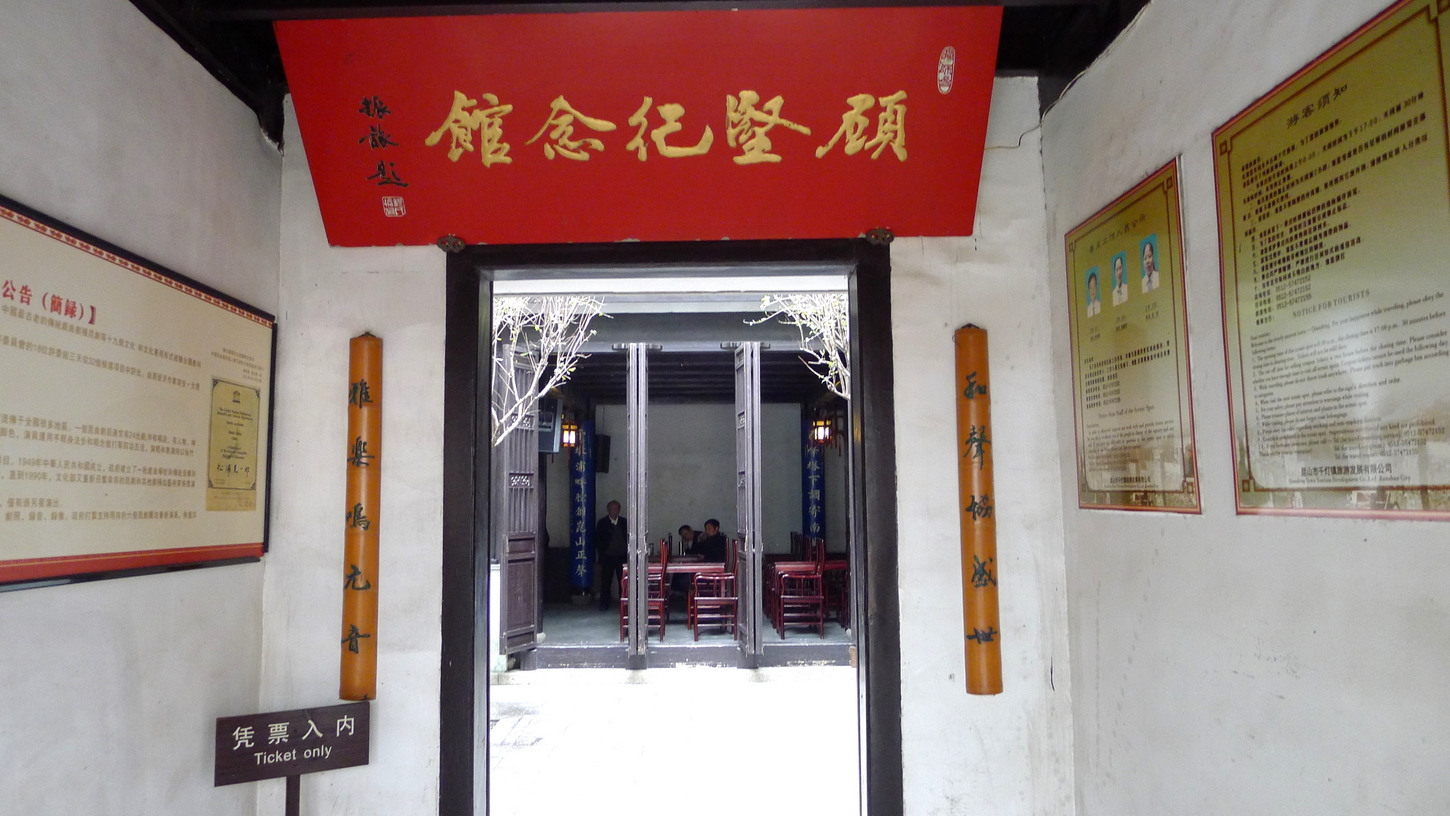
Musée Gu Jian.
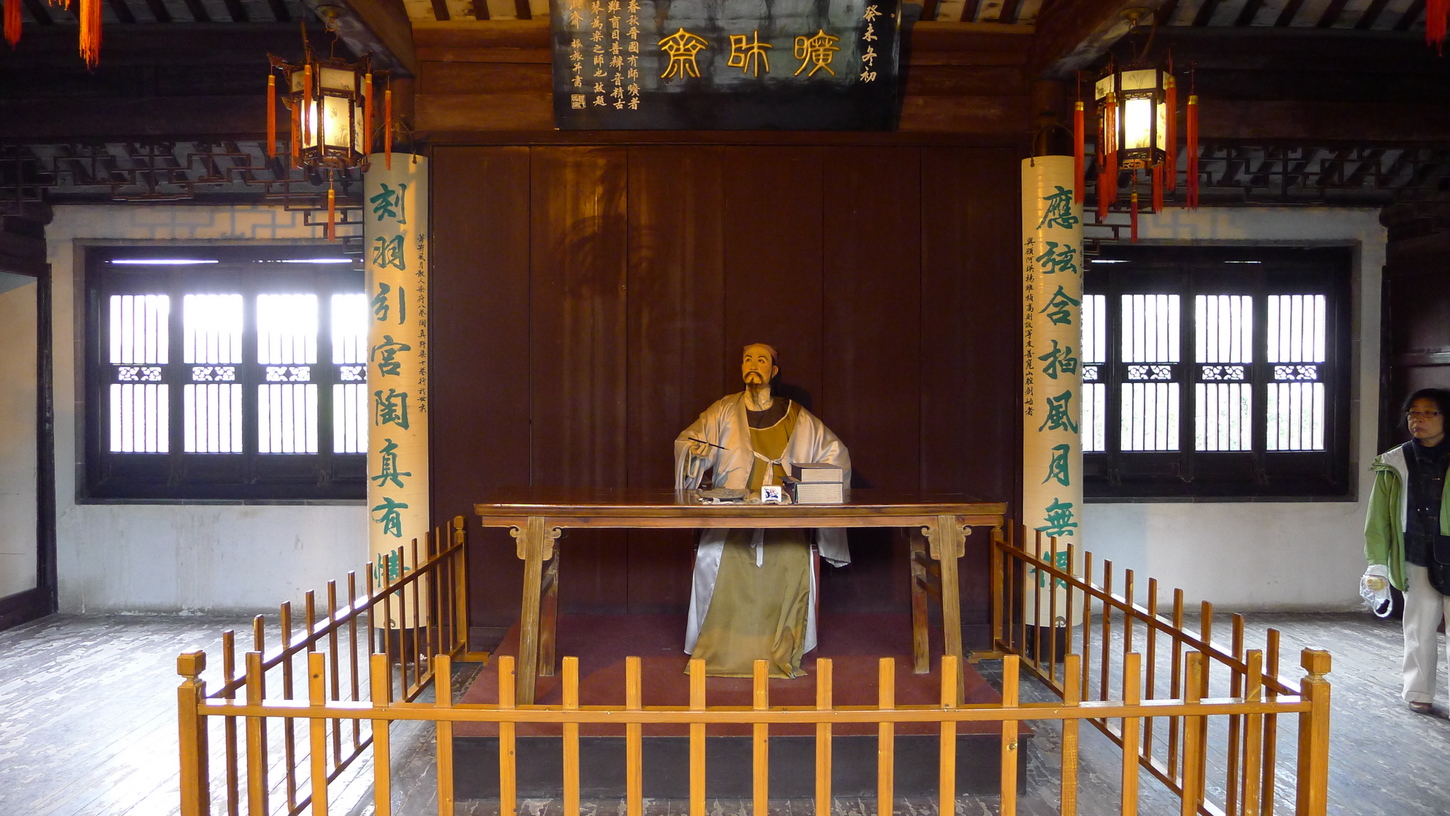
Gu Jian, fondateur du kunqu.

## Ancienne résidence de Gu Yanwu
L'ancienne résidence de Gu Yanwu (顾炎武) a été construite par le grand-père de Gu Yanwu. Elle a été détruite par des pirates japonais, puis reconstruite. C'est un complexe de bâtiments de style Ming avec un salon formel, une salle à manger, un bureau et un jardin. La tombe de Gu Yanwu est située dans un coin calme du jardin Gu.

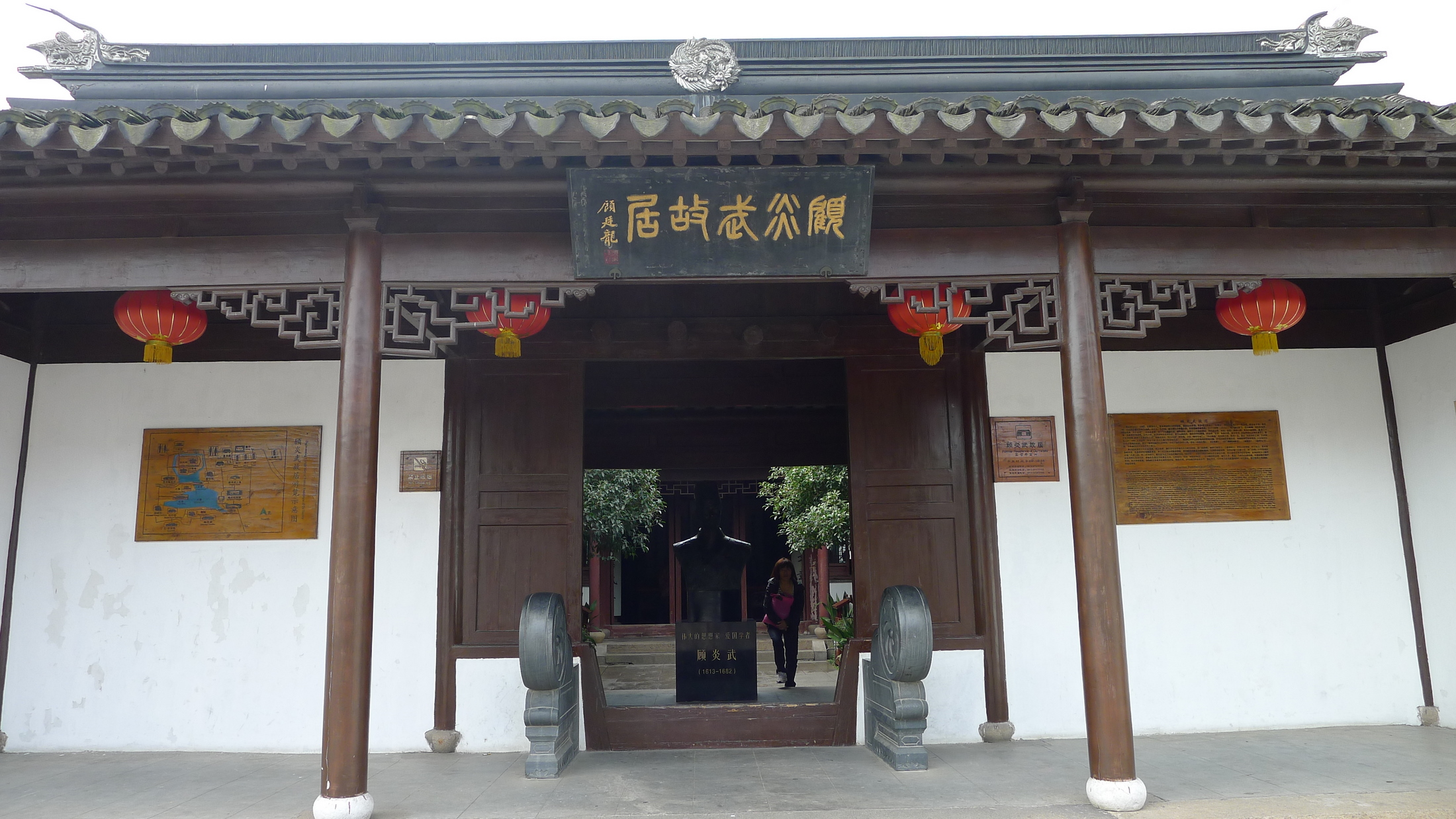
Ancienne résidence de Gu Yanwu.
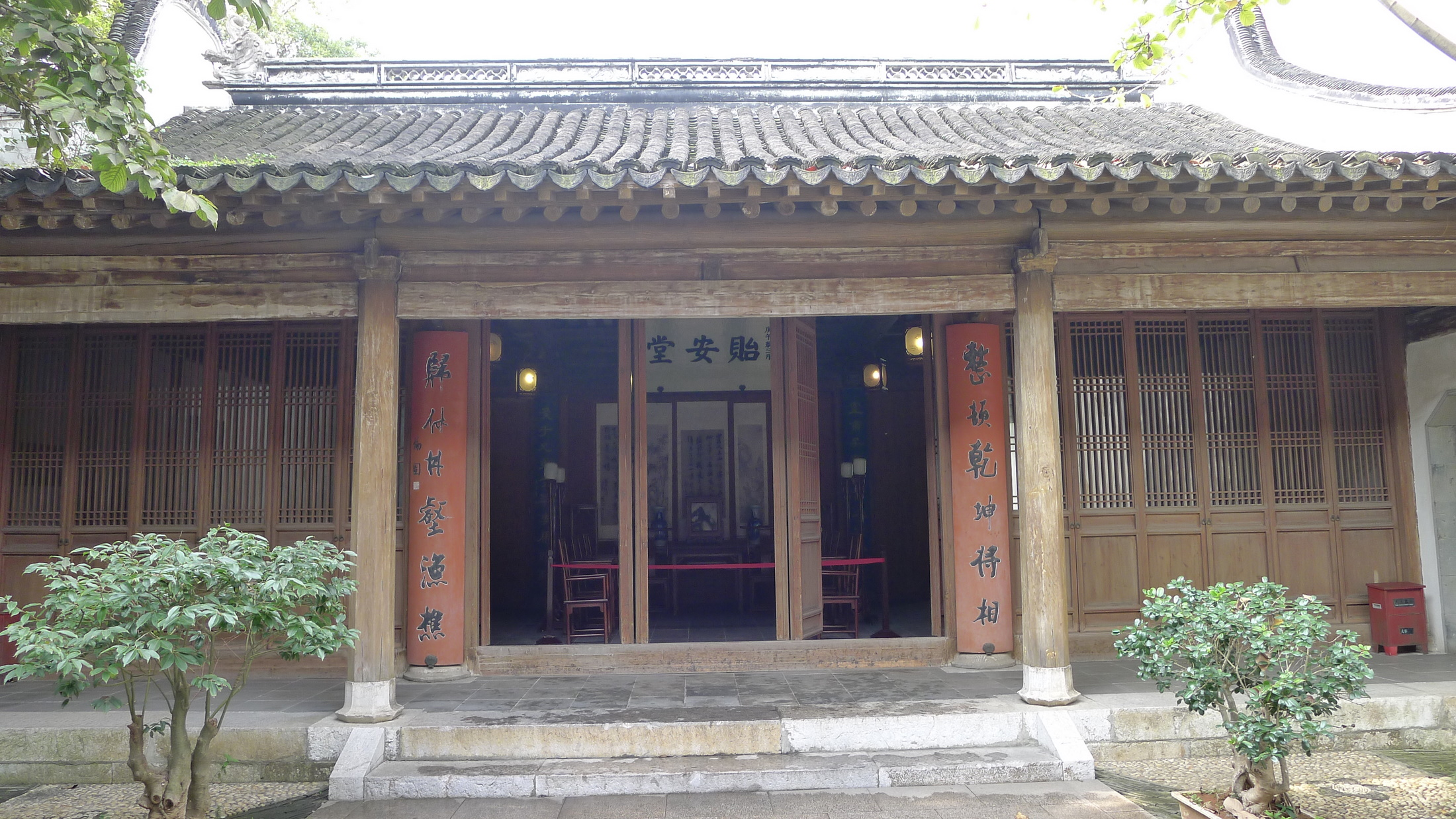
Salon Yi An Hall.
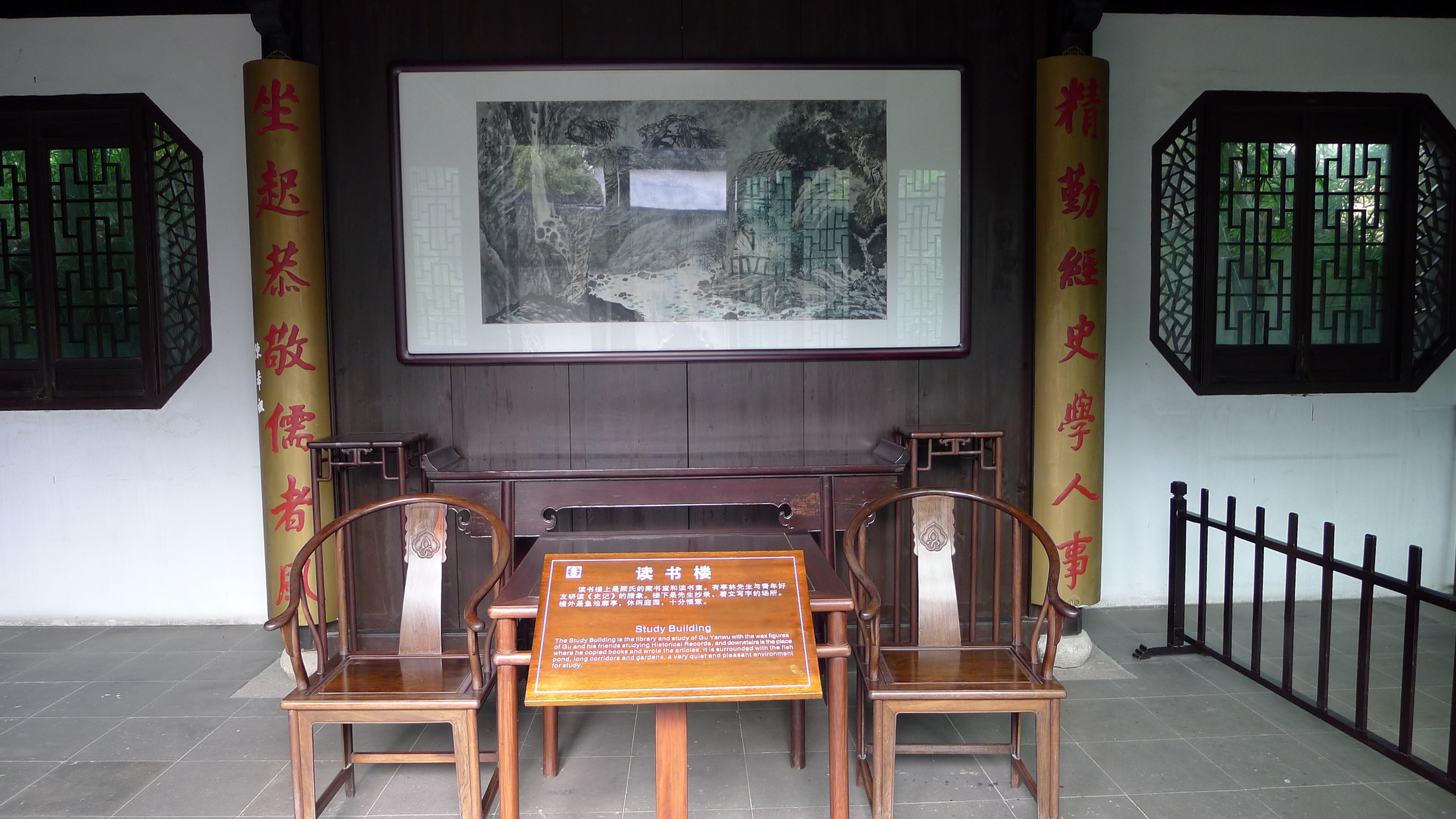
Salle d'étude.
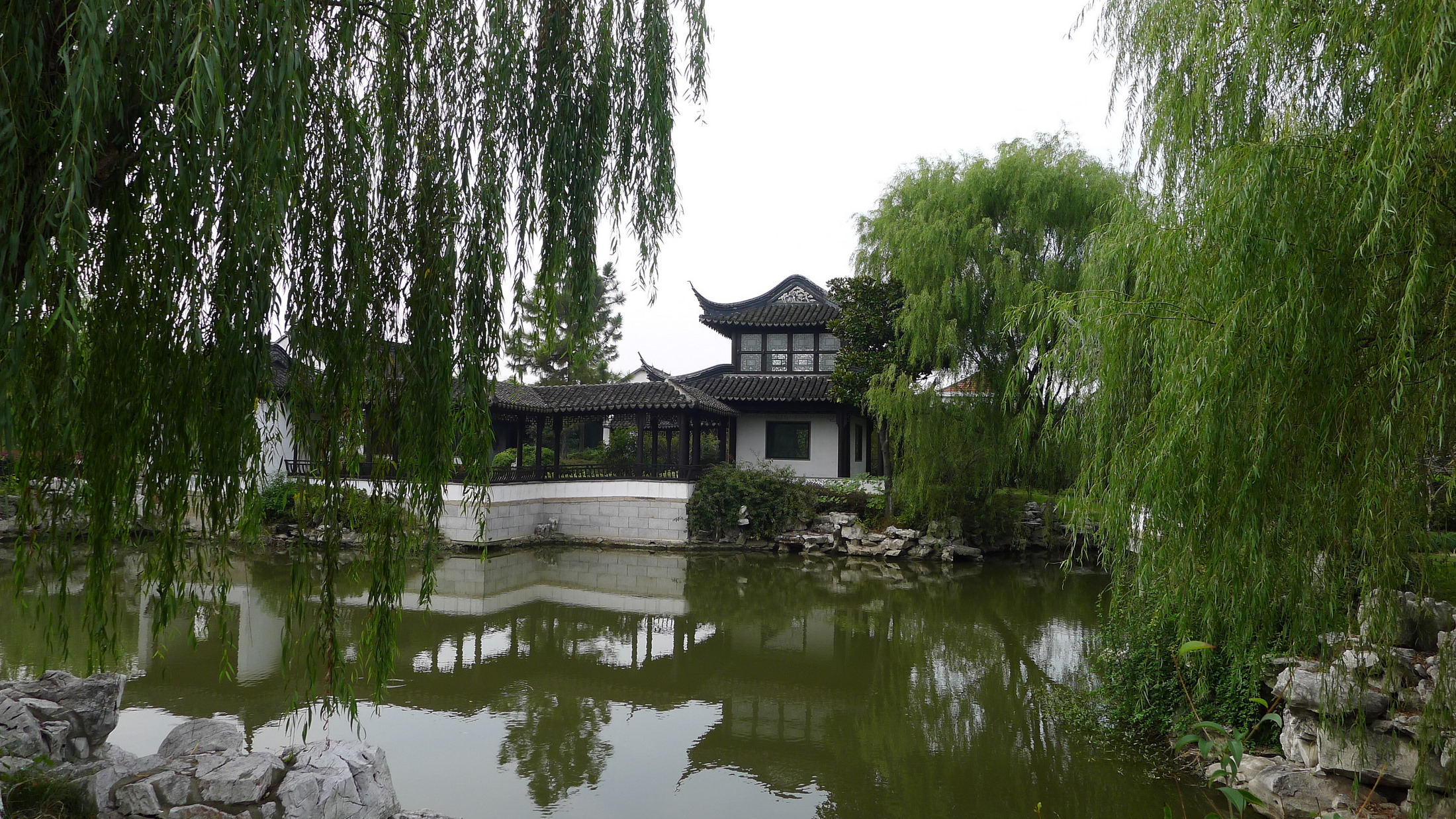
Jardin Gu.
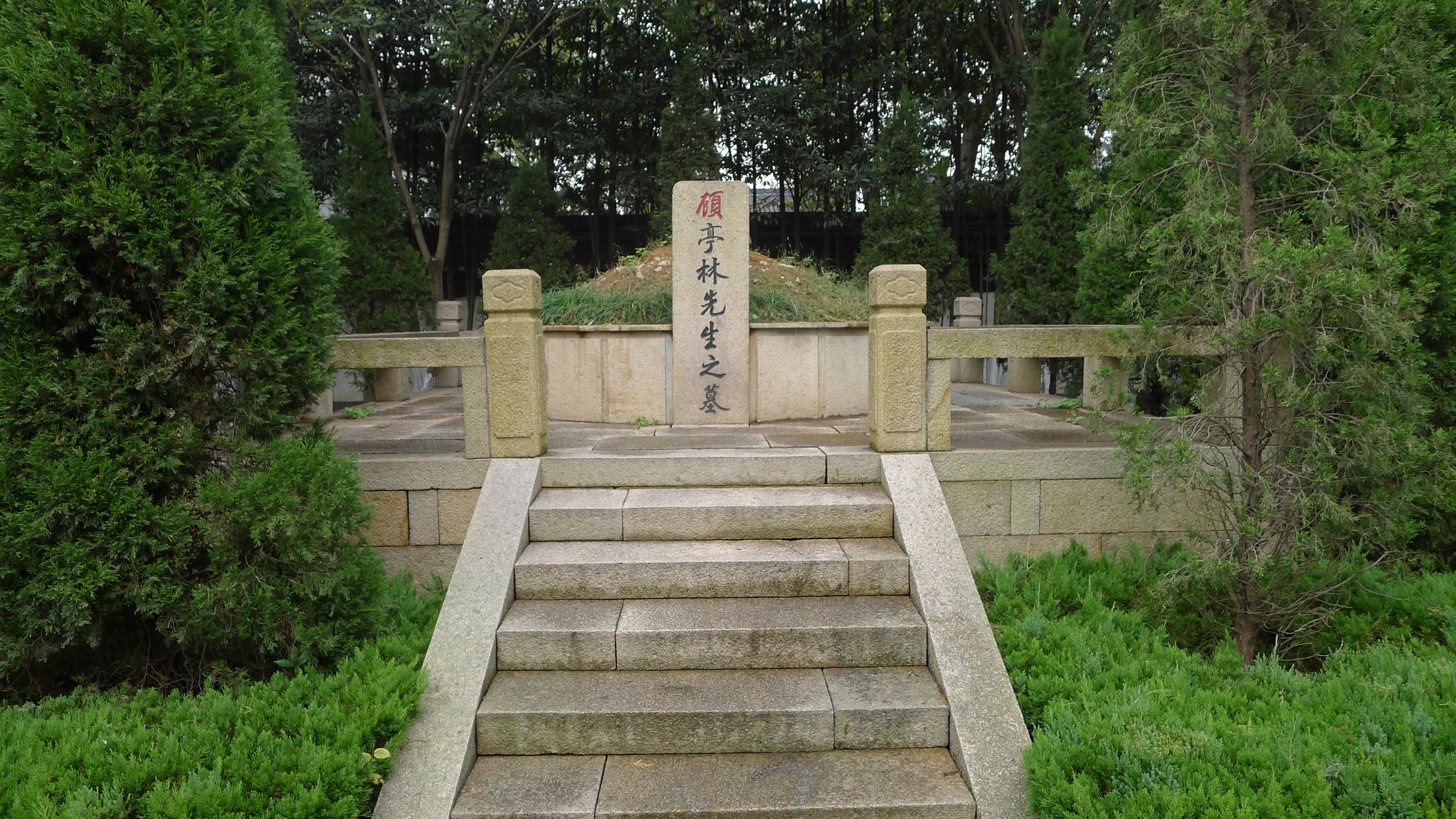
Tombe de Gu Yanwu.

## Musée des mille lampes
Le musée des Mille Lampes (千灯草堂) possède une collection unique de plus de mille lampes, datées du néolithique aux temps modernes, couvrant plus de cinq mille ans.

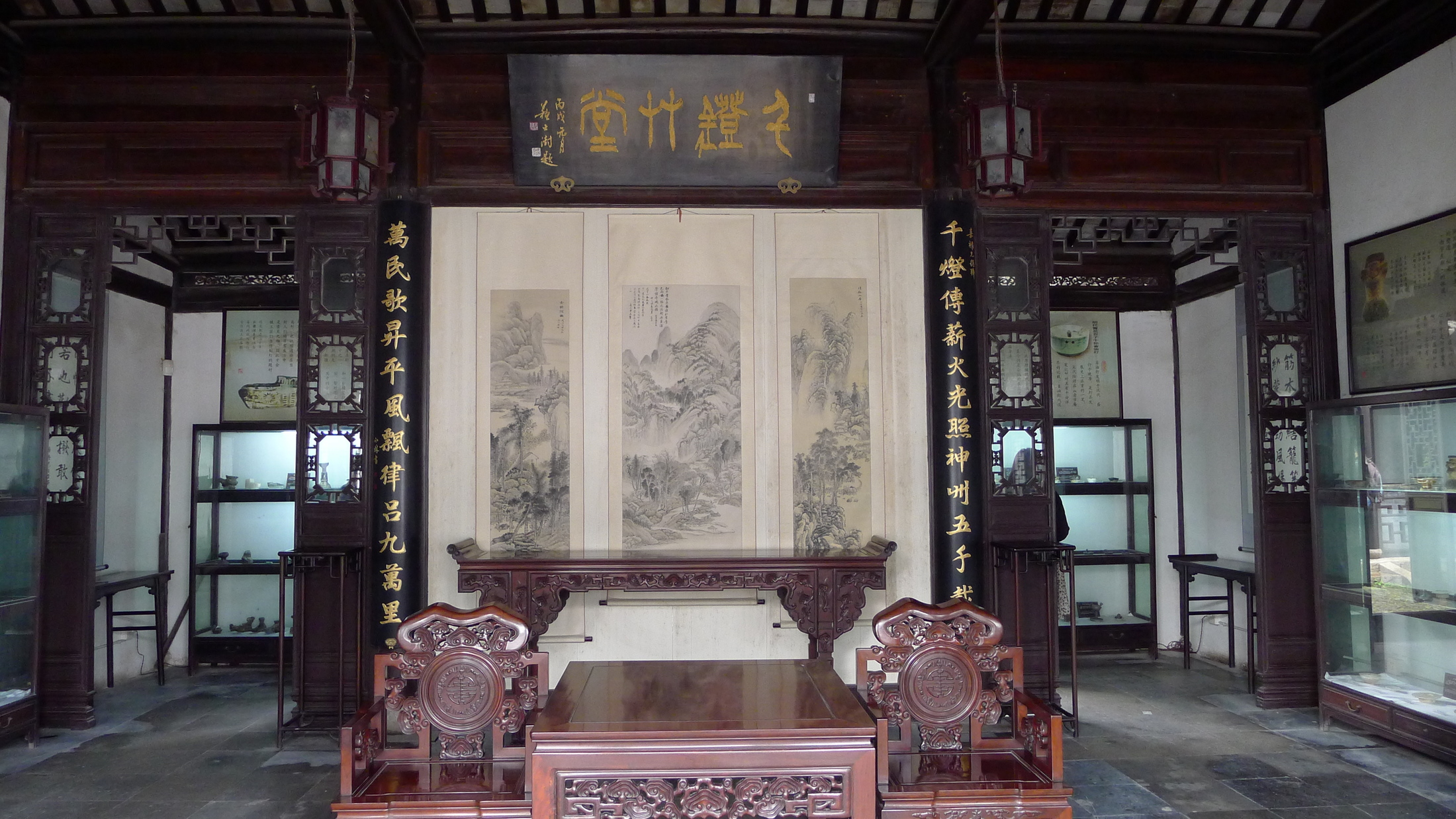
Musée des Mille Lampes.
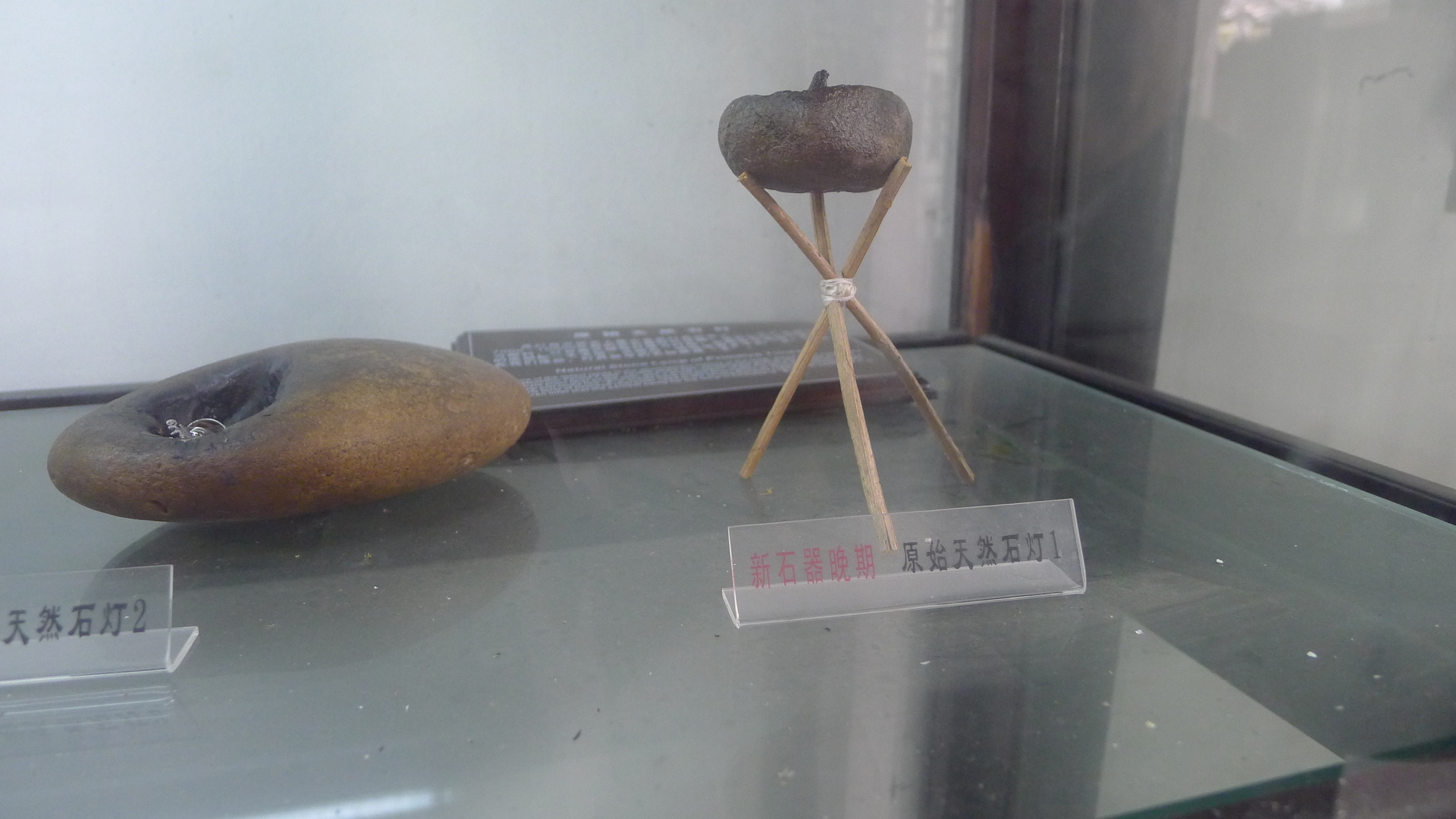
Lampe en pierre néolithique.
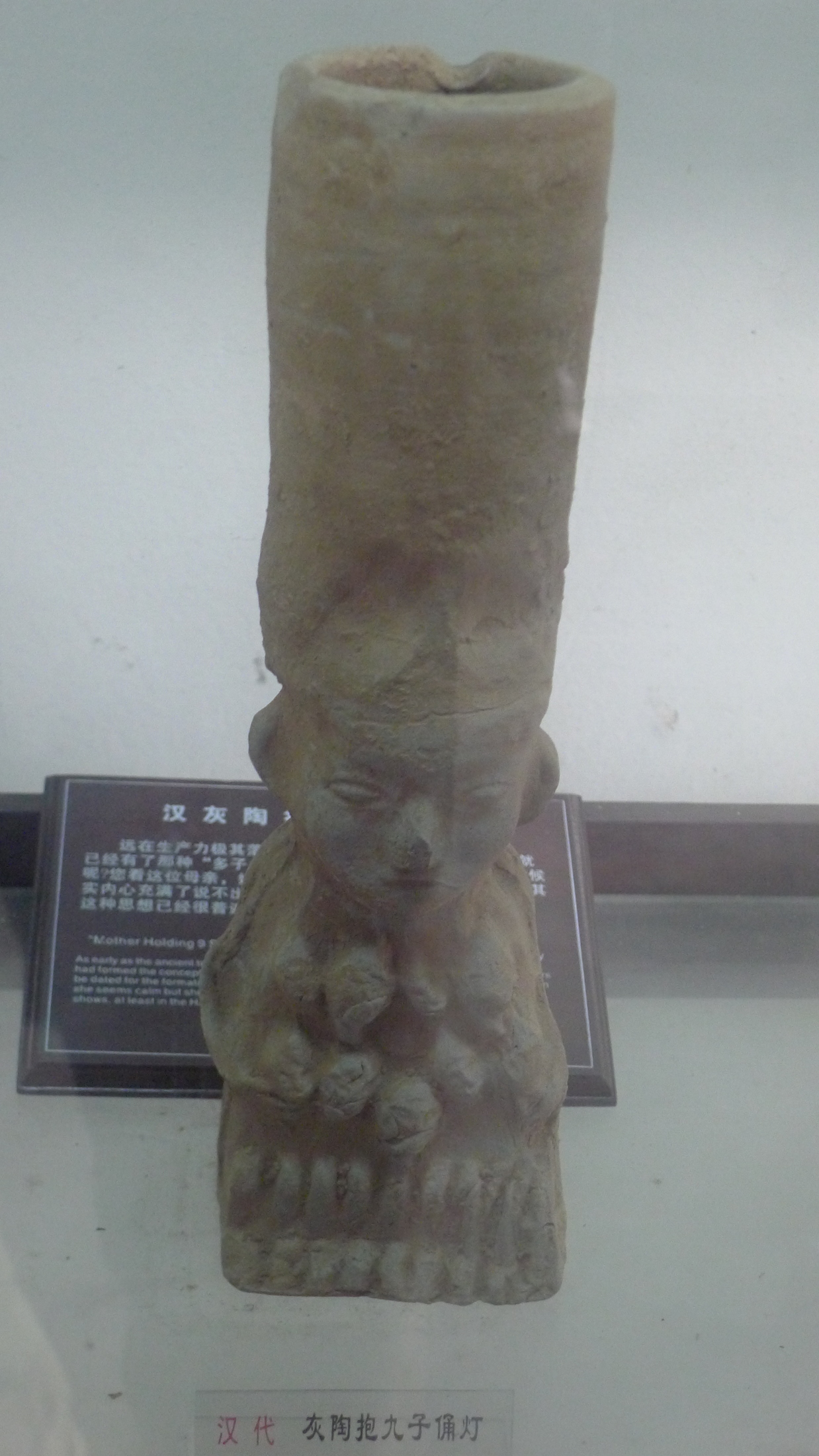
Lampe en poterie de la dynastie Han représentant une mère tenant plusieurs bébés.
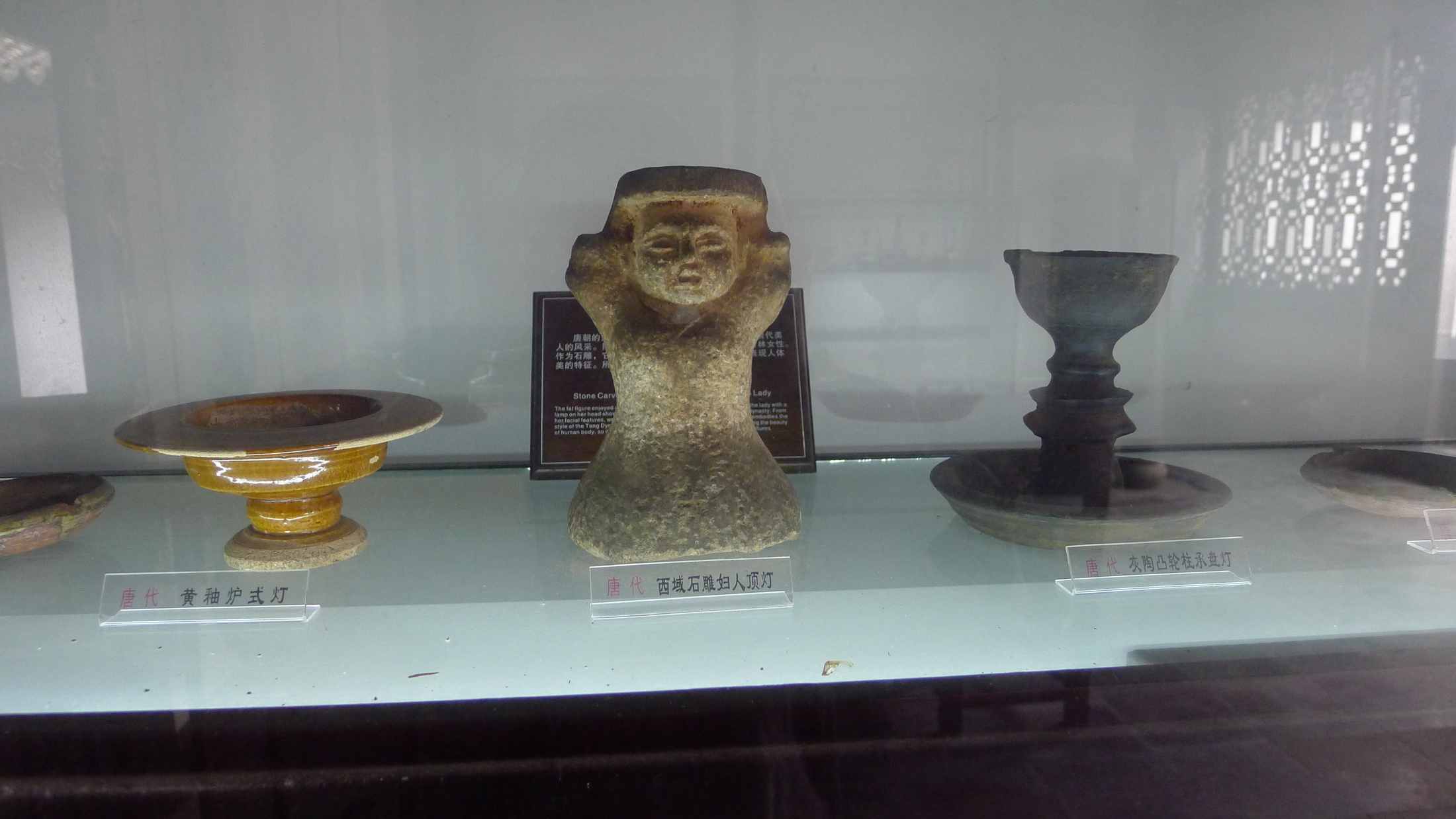
Lampe de la dynastie Tang de la région de l'Ouest.
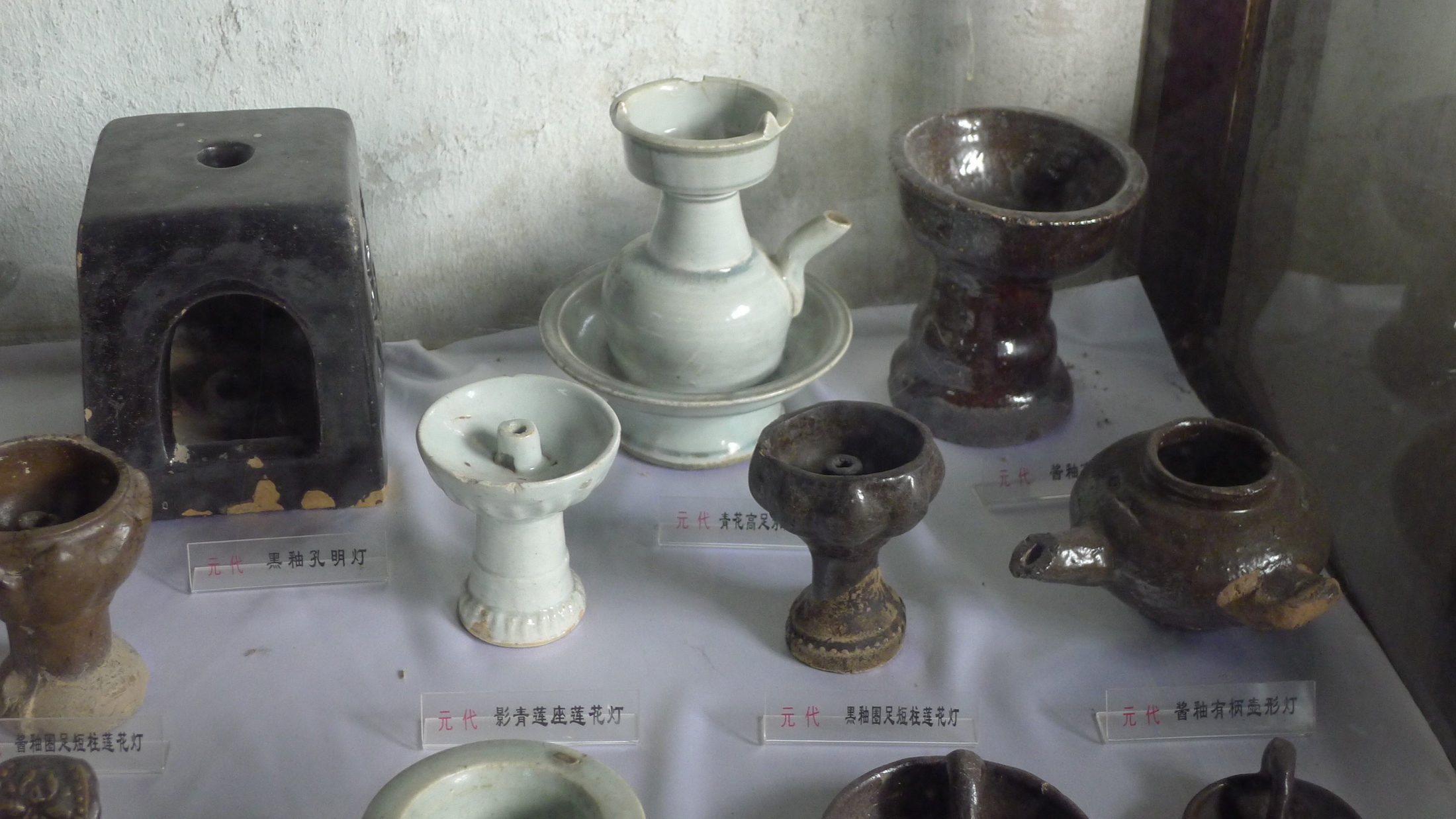
Lampe de la dynastie Yuan.
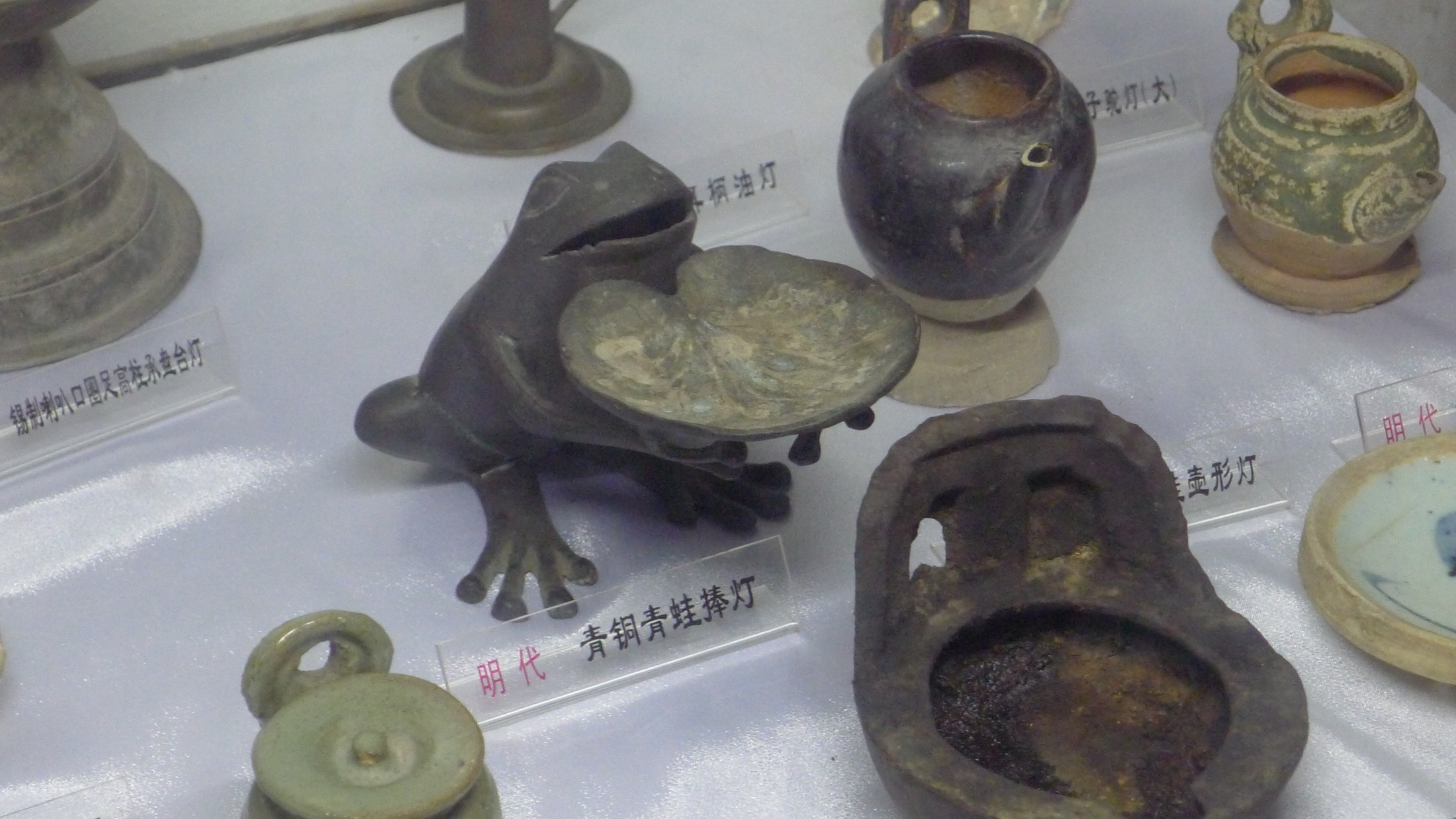
Lampe en bronze de la dynastie Ming.